# Ključ Brdovečki
Ključ Brdovečki es una localidad de Croacia en el municipio de Brdovec, condado de Zagreb.

## Geografía
Se encuentra a una altitud de 138 m s. n. m. a 28.5 km de la capital nacional, Zagreb.

## Historia
El pueblo se convirtió en una tumba masiva entre el 23 y el 25 de mayo de 1945, cuando soldados del eje fueron masacrados por partisanos yugoslavos. La Wehrmacht había cavado trincheras antitanque, que fueron utilizadas para sepultar a los muertos. La tumba masiva fue descubierta en 2009. Se estima que hay 4000 cuerpos en las tumbas, la mayoría miembros de la división 392ª de infantería croata Wehrmacht.

## Demografía
En el censo 2011, el total de población de la localidad fue de 599 habitantes.
Según estimación 2013 contaba con una población de 588 habitantes.